# هنري فيش
هنري فيش هو سياسي نيوزيلندي، ولد في 15 يوليو 1838، وتوفي في 23 سبتمبر 1897 بسبب سرطان المريء. انتخب عضو مجلس النواب النيوزيلندي ‏.